# Félix Mortreuil
Étienne Alphonse Félix Mortreuil, également connu sous le pseudonyme d'Azinus, est un parolier et chansonnier français né le 29 novembre 1855 à Bordeaux et mort le 28 octobre 1928 à Paris.

## Biographie
Félix Mortreuil est né le 29 novembre 1855 à Bordeaux: son père Pierre Mortreuil est un artiste dramatique.
En 1893, Félix Mortreuil dirige le cabaret l'Auberge des Adrets, « luxueux Caveau des chansonniers […] rempli chaque soir par un public de choix », où passent entre autres Gaston Maquis et René Esse.
Il est notamment le parolier des P'tits Pois, chanson « scie » popularisée par Dranem, de Va chemineau chemine, et de Cette petite femme-là chantée par Félix Mayol.
Le 23 avril 1927, Oscar Dufrenne, propriétaire du Concert Mayol prête sa salle pour l'organisation d'une représentation au bénéfice de Félix Mortreuil.
Félix Mortreuil meurt le 28 octobre 1928 en son domicile dans le 10e arrondissement de Paris et est inhumé au cimetière parisien de Pantin (74e division).

## Œuvres
- Hommage à Jean Richepin. Une mère ! (1890), « poème réaliste... » par Félix Mortreuil et Louis Raynal, éd. Emile Benoit[8]
- Les Jours de fête (1893), « scène réaliste», paroles de René Esse et Félix Mortreuil, éd. A. Grimaldi[9]